# Brookshire (Californie)
Pour la ville du Texas, voir Brookshire.
Brookshire est une communauté non incorporée située dans le comté d'Alameda, dans l’État de Californie, aux États-Unis. 